# Lê Đình Kình
Lê Đình Kình (1936 – 9 tháng 1 năm 2020) là cựu công chức nhà nước Việt Nam, đảng viên lão thành của Đảng Cộng sản Việt Nam, cư ngụ tại thôn Hoành, xã Đồng Tâm, huyện Mỹ Đức, thành phố Hà Nội. Ông Kình được cho là người lãnh đạo nhóm những hộ dân có tranh chấp đất đai thuộc xã Đồng Tâm trong tranh chấp đất đai khu vực đồng Sênh (nhân dân Đồng Tâm gọi khu vực đất gần khu đất dự án sân bay Miếu Môn).

## Tiểu sử
Ông Lê Đình Kình sinh năm 1936, cư ngụ tại thôn Hoành, xã Đồng Tâm, huyện Mỹ Đức, ngoại thành Hà Nội.
Lê Đình Kình là đảng viên Đảng Cộng sản Việt Nam. Ông gia nhập Đảng Cộng sản Việt Nam vào ngày 5 tháng 11 năm 1961, thành đảng viên chính thức ngày 3 tháng 1 năm 1963, sinh hoạt đảng tại Đảng bộ xã Đồng Tâm.
Ông Kình từng tham gia Chiến tranh Việt Nam.
Sau khi xuất ngũ, trở về quê hương, ông giữ nhiều chức vụ lãnh đạo tại xã Đồng Tâm trong nhiều năm liền. Ông từng là Chủ nhiệm Hợp tác xã nông nghiệp Đồng Tâm, Trưởng Công an xã, Chủ tịch Ủy ban nhân dân xã, Bí thư Đảng ủy xã Đồng Tâm trước năm 1982.
Sau khi nghỉ hưu, ông Lê Đình Kình vẫn là người có uy tín và ảnh hưởng lớn tại xã Đồng Tâm.

## Tranh chấp đất tại đồng Sênh
Trong sự kiện tranh chấp đất đai tại cánh đồng Sênh thuộc xã Đồng Tâm với chính quyền địa phương, ông Lê Đình Kình được cho là người đứng đầu nhóm những hộ dân tham gia khiếu nại chính quyền. Từ năm 2013, ông đứng đầu "Tổ đồng thuận" kí các đơn thư khiếu kiện vụ việc lên các cơ quan chức năng.
Sáng ngày 15 tháng 4 năm 2017, ông Lê Đình Kình cùng ba người dân khác tại xã Đồng Tâm bị bắt để phục vụ điều tra vụ án gây rối trật tự công cộng trong việc giải tỏa đất ở xã Đồng Tâm. Lúc này ông 81 tuổi. Ông bị gãy chân trong vụ xô xát với lực lượng công an tại cánh đồng Sênh. Ông tố cáo là bị một nhân viên công an tên Nguyễn Thanh Tùng (Phó Trưởng Công an huyện Mỹ Đức) đánh gãy chân. Ngay sau đó, dân chúng xã Đồng Tâm đã phẫn nộ phản kháng và bắt giữ 38 người gồm 28 cảnh sát cơ động, một Phó trưởng công an huyện Mỹ Đức, một đội trưởng Đội Cảnh sát điều tra công an huyện Mỹ Đức và một số người khác có liên quan. Chiều ngày 15 tháng 4 năm 2017, ông Lê Đình Kình phải nhập viện Bệnh viện Việt Đức để phẫu thuật chân trái bị gãy xương.
Trưa ngày 19 tháng 4 năm 2017, hai đại biểu Quốc hội Việt Nam khóa 14 là ông Dương Trung Quốc và ông Lê Thanh Vân kiến nghị Chủ tịch Ủy ban nhân dân thành phố Hà Nội nên đối thoại với nhân dân xã Đồng Tâm để giải quyết vụ việc trong hòa bình.
Ngày 20 tháng 4 năm 2017, Viện kiểm sát nhân dân thành phố Hà Nội hủy bỏ quyết định tạm giữ ông Lê Đình Kình theo đề nghị của Cơ quan Cảnh sát điều tra Công an thành phố Hà Nội do ông Kình "đã khai báo về hành vi phạm tội, nhân thân chưa có tiền án tiền sự, không cần thiết áp dụng biện pháp tạm giữ".
Ngày 22 tháng 4 năm 2017, Chủ tịch Ủy ban nhân dân thành phố Hà Nội Nguyễn Đức Chung đã trực tiếp đối thoại với dân xã Đồng Tâm và cam kết ba điểm với dân Đồng Tâm. Cuộc đối thoại thành công và người dân xã Đồng Tâm đã thả cho 38 người bị bắt giữ (trước sau 7 ngày giam giữ). Ông Chung cũng đã đích thân vào bệnh viện thăm hỏi động viên ông Lê Đình Kình và nhờ những bác sĩ giỏi nhất điều trị cho ông Kình.
Chiều ngày 2 tháng 5 năm 2017, sau hơn 10 ngày điều trị gãy xương đùi tại Bệnh viện Việt Đức Hà Nội, ông Lê Đình Kình được đưa về nhà trong sự chào đón của người dân thôn Hoành xã Đồng Tâm.
Cho đến cuối tháng 5 năm 2019, ông Lê Đình Kình vẫn phải ngồi trên xe lăn do vết thương chưa lành.
Đại biểu Quốc hội Dương Trung Quốc sau đó đã chất vấn về vụ việc này nhưng ông Đào Thanh Hải, Phó Giám đốc Công an Hà Nội (cũng là một đại biểu Quốc hội) đã phủ nhận trách nhiệm của lực lượng Công an vào ngày 7 tháng 11 năm 2017. Ông Đào Thanh Hải cho rằng ông Kình tự làm gãy chân mình, trách nhiệm thuộc về ông Kình và người thân của ông Kình.
Trả lời báo chí ngày 27 tháng 8 năm 2019, Chủ tịch Ủy ban nhân dân thành phố Hà Nội Nguyễn Đức Chung cho rằng ông Lê Đình Kình là cán bộ chủ chốt của xã Đồng Tâm trong thời gian rất dài nên nắm chi tiết nguồn gốc đất đai không chỉ đất đai ở sân bay Miếu Môn mà còn rất nhiều khu đất khác. Ông Chung cũng cho rằng những sai phạm về quản lí đất đai đã xảy ra từ thời ông Kình làm lãnh đạo xã Đồng Tâm và cáo buộc ông Kình trong thời gian đó không kiến nghị xử lí các sai phạm này. Nguyễn Đức Chung còn cáo buộc ông Kình đã nhận huy động tiền đóng góp của một số người dân ở xã Đồng Tâm để đi khiếu kiện nhằm trục lợi, gây sức ép với chính quyền trong việc đòi bồi thường đất.
Sáng ngày 14 tháng 1 năm 2020, phát biểu trước báo chí sau cái chết của ông Kình, Thứ trưởng Bộ Công an Lương Tam Quang cho rằng nhóm người của ông Kình đã nhận tài trợ từ những người bất đồng chính kiến với nhà nước Việt Nam và sự chỉ đạo từ các tổ chức chống Chính phủ Việt Nam như Việt Tân, Chính phủ quốc gia Việt Nam lâm thời, Triều Đại Việt,.... nhằm tạo tiếng vang.

## Qua đời

### Nguyên nhân cái chết
Theo thông tin từ Bộ Công an Việt Nam, rạng sáng ngày 9 tháng 1 năm 2020 (nhằm ngày 15 tháng 12 âm lịch, ngày rằm tháng chạp năm Kỷ Hợi), trong khi cơ quan chức năng đang thi hành công vụ tại xã Đồng Tâm thì xảy ra đụng độ với người dân thôn Hoành. Trong vụ này, ông Kình đã bị tử vong. Theo Bộ Công an thì ngoài ông Kình còn có ba chiến sĩ công an khác cũng bị tử vong. Chiều ngày hôm sau, 10 tháng 1 năm 2020, cơ quan chức năng đã bàn giao thi thể ông Lê Đình Kình tại Ủy ban nhân dân xã Đồng Tâm cho người thân của ông để họ mai táng. Lúc qua đời, ông Lê Đình Kình vẫn là đảng viên Đảng Cộng sản Việt Nam với hơn 58 năm tuổi đảng.
Theo lời kể của bà Dư Thị Thành, vợ ông Lê Đình Kình, thì vào rạng sáng ngày 9 tháng 1 năm 2020, khi hai vợ chồng ông bà đang nằm ngủ trong phòng ngủ của gia đình ông bà thì cảnh sát xịt hơi cay vào nhà. Bà bị ho còn ông khó thở. Bà đã chạy đi lấy khăn mặt nhúng nước đưa cho ông Kình bịt mũi miệng để có thể thở được. Sau đó cảnh sát phá cửa xông vào nhà, khóa tay bà Thành lôi đi. Các con bà Thành cũng có tới để bảo vệ cha mình. Bà cũng nghe thấy tiếng súng đạn nổ và thấy hơi cay, khói bụi mù mịt từ sân thượng cho đến tầng trệt.
Theo lời Thiếu tướng Tô Ân Xô, Chánh Văn phòng Bộ Công an, trả lời báo chí vào ngày 10 tháng 1 năm 2020 thì "qua khám nghiệm (tử thi), trên tay ông Kình cầm một trái lựu đạn".
Theo lời Chánh Văn phòng UBND huyện Mỹ Đức Trịnh Xuân Viết trả lời báo VnExpress ngày 10 tháng 1 năm 2020 thì "ông Kình bị ngạt khói, sau đó được đưa đi viện và 7h sáng nay, thi thể ông được bàn giao cho gia đình".
Theo kết luận pháp y số 02/20/GĐPY của Viện Pháp y Quốc gia thì ông Kình tử vong do "mất máu tối cấp do tổn thương phổi, thủng quai động mạch chủ, hậu quả của 2 vết thương do đạn thẳng". Ông bị cảnh sát bắn ở cự li 2 - 2,5 mét ở vùng lưng.
Thi thể ông Kình được Ủy ban nhân dân xã Đồng Tâm bàn giao cho con gái ông là Lê Thị Nhung vào chiều ngày 10 tháng 1 năm 2020. Trên thi thể có một vết rạch kéo dài từ cổ xuống bụng đã được khâu lại, có một lỗ thủng ngay ngực ở vị trí tim, chân trái bị đứt lìa phần đầu gối, đầu có vết máu, lưng có nhiều vết bầm tím.

### Lễ tang
Ngày 13 tháng 1 năm 2020, lễ tang ông Lê Đình Kình được tổ chức tại quê nhà của ông, thôn Hoành, xã Đồng Tâm, huyện Mỹ Đức, Hà Nội. Lo tang lễ hậu sự cho ông chỉ có các con gái và vợ ông vì hai con trai (Lê Đình Công, Lê Đình Chức) đều bị Bộ Công an bắt tạm giam vào ngày 13 tháng 1 năm 2020 để điều tra tội giết người trong tranh chấp đất đai Đồng Sênh.

### Đơn tố giác hành vi giết người
Ngày 3 tháng 3 năm 2020, bà Dư Thị Thành chính thức làm Đơn Tố giác Tội phạm gởi tới Viện Kiểm sát Nhân dân Tối cao; ông Tô Lâm, Bộ trưởng Bộ Công an; Cơ quan Cảnh sát Điều tra Bộ Công an yêu cầu điều tra, làm rõ hành vi giết chồng mình theo Khoản 1, Điều 123 Bộ luật Hình sự 2015 (sửa đổi, bổ sung năm 2017). Trong đơn, bà tả chi tiết những vết tích trên thân thể của ông Lê Đình Kình khi gia đình nhận xác về, như: "Đầu bị bắn một viên đạn, ngực bị bắn một viên đạn, đầu gối bị bắn rất nhiều viên đạn khiến chân như gần đứt lìa, bụng và ngực ông bị mổ toang như để khám nghiệm dù không ai trong gia đình tôi được chứng kiến việc đó…" Bà cũng trình bày rõ mọi việc diễn ra từ lúc 3 giờ sáng ngày 9 tháng 1 như thế nào ngay tại nhà bà.

## Ảnh hưởng
Cái chết của ông Lê Đình Kình đã gây chấn động mạng xã hội Việt Nam. Theo bài báo của tác giả Xuân Mai đăng ngày 11 tháng 2 năm 2020 trên báo Công an nhân dân thì từ ngày 8 tháng 1 đến ngày 14 tháng 1 năm 2020, đã có hàng chục nghìn bài viết và hàng trăm nghìn lượt bình luận trên Internet với nội dung ngược lại thông tin mà truyền thông nhà nước Việt Nam đưa ra, kích động chống đối nhà nước. Một số cư dân mạng còn sáng tác nhạc, vẽ chân dung, để hình đại diện ông Kình để thể hiện sự ủng hộ ông Kình. Một số người còn kêu gọi dành quốc tang 5 ngày cho ông Kình.
Theo Đài phát thanh quốc tế Pháp (RFI), ngày 12 tháng 1 năm 2020, 25 nhà hoạt động xã hội đã tập họp tại Quảng trường Trocadéro, thành phố Paris, Pháp, với mục đích để tang cho ông Lê Đình Kình và các nạn nhân khác trong vụ Đồng Tâm ở Việt Nam, dự kiến việc tưởng niệm kéo dài từ ngày 12 đến 19 tháng 1 năm 2020.
Cũng trong đêm 12 tháng 1 năm 2020, người dân giáo xứ Song Ngọc, giáo phận Vinh, tỉnh Nghệ An, đã thắp nến cầu nguyện cho Đồng Tâm và ông Lê Đình Kình.
Ngày 17 tháng 1 năm 2020, Bộ Công an ra thông báo đã phong tỏa tài khoản ngân hàng Vietcombank số 0611001987139 của chủ tài khoản cá nhân Nguyễn Thúy Hạnh. Trong vòng hai ngày đã có gần 700 người gửi 528.453.669 đồng vào tài khoản này để phúng viếng ông Lê Đình Kình. Bộ Công an Việt Nam trong cùng ngày cho biết rằng họ đang "điều tra, mở rộng vụ án, trong đó có hành vi tài trợ khủng bố", và yêu cầu Vietcombank phong tỏa tài khoản của Nguyễn Thúy Hạnh nhằm phục vụ điều tra. Một số người đóng góp tiền phúng điếu đã phản đối cáo buộc của Bộ Công an rằng họ tài trợ cho hoạt động khủng bố. Chiều ngày 20 tháng 1 năm 2020, Nguyễn Thúy Hạnh trên đường về nhà từ chi nhánh Vietcombank ở Ba Đình, Hà Nội thì bị các sĩ quan an ninh bắt và đưa về trụ sở Cơ quan An ninh điều tra Bộ Công an để làm việc. Sau một giờ bà được thả.
Ngày 19 tháng 1 năm 2020, một đợt quyên góp khác trên nền tảng GoFundMe, để giúp đỡ gia đình ông Lê Đình Kình, được tạo nên, dự tính kéo dài tới ngày 24 tháng 1 năm 2020. Chỉ trong thời gian một ngày đã quyên góp được số tiền vượt quá số tiền mục tiêu 20.000 USD. Số tiền quyên góp theo cập nhật ngày 23 tháng 1 năm 2020 là 38.791 USD từ 883 người. Chưa có thông tin về việc số tiền này đã được chuyển cho gia đình ông Kình hay chưa.
Ngày 21 tháng 1 năm 2020, theo Đài Á Châu Tự Do (RFA), sáu người đại diện cho một nhóm trí thức ở Việt Nam đã mang đơn tố giác tội phạm tố cáo việc sát hại ông Lê Đình Kình đến nộp cho Viện kiểm sát nhân dân thành phố Hà Nội. Trong nhóm này có Nguyễn Quang A, Nguyễn Xuân Diện.
Theo một bài viết của tác giả Trần Anh Tú trên báo Công an nhân dân ngày 4 tháng 2 năm 2020, các trang mạng xã hội của Việt Tân, Hội Anh em dân chủ, Điếu cày đang lan truyền lời kêu gọi "Pray for Đồng Tâm" nhằm kêu gọi quyên góp, ủng hộ tiền và quốc tế hóa vụ việc Đồng Tâm. Cũng theo bài viết này, nhiều người Việt lưu vong ở nước ngoài đã tập trung tưởng niệm nạn nhân vụ việc Đồng Tâm, soạn thảo văn bản gửi các nghị sĩ nước ngoài nhằm thúc đẩy chính quyền nước ngoài gây sức ép về kinh tế, chính trị đối với Việt Nam. Ngoài ra, một số người nguyên là cán bộ cơ quan nhà nước Việt Nam cũng phát biểu quan điểm, phán xét vụ việc Đồng Tâm trái với quan điểm của nhà nước Việt Nam, gây ảnh hưởng xấu đến uy tín của Đảng Cộng sản Việt Nam. Những người này cáo buộc chính quyền đã cướp đất của dân, đàn áp nhân dân, vi phạm dân chủ, nhân quyền, không muốn đối thoại với dân và coi dân như kẻ thù.
Ngày 12 tháng 2 năm 2020, công an đến nhà ông Kình, gặp bà Dư Thị Thành, yêu cầu bà cho lấy đi các cửa kính in vết đạn và cửa nhôm sắt để so mẫu kim loại nhưng bà đã không đồng ý. Sáng ngày 13 tháng 2 năm 2020, công an mang giấy triệu tập tới bà Dư Thị Thành yêu cầu bà ngày 14 tháng 2 năm 2020 tới làm việc tại trụ sở Công an thành phố Hà Nội nhưng bà Thành đã cự tuyệt.

## Phản ứng quốc tế
- Ngày 11 tháng 1 năm 2020, bà Saskia Bricmont, dân biểu nghị viện châu Âu, Trợ lý Ủy viên Phụ trách Báo cáo về Việt Nam, thuộc Đảng Xanh, và ông Iuliu Winkler, Trợ lý Ủy viên Phụ trách Báo cáo về Việt Nam, thuộc Đảng Nhân dân Châu Âu, đã kêu gọi chính phủ Đức hoãn phê duyệt EVFTA với Việt Nam.[30][44]
- Tổ chức Theo dõi Nhân quyền (Human Rights Watch) cũng kêu gọi "Việt Nam mở cuộc điều tra công khai, khách quan về vụ việc tại Đồng Tâm".[30]
- Ngày 14 tháng 2 năm 2020, bình luận về vụ việc Đồng Tâm, Đại sứ quán Hoa Kỳ cho biết "Chúng tôi theo dõi rất sát tất cả những diễn tiến của vụ việc này và đang thu thập thông tin từ các nguồn để có thể hiểu hơn những biến cố tại Đồng Tâm. Chúng tôi đặc biệt quan ngại về việc tổn thất nhân mạng từ cả hai phía qua đụng độ giữa lực lượng an ninh và người dân Việt Nam. Điều quan trọng là tất cả các bên cần tìm cách giải quyết tranh chấp theo phương cách công khai, ôn hòa và minh bạch".[45]

## Khen thưởng
- Huy hiệu 55 năm tuổi Đảng Cộng sản Việt Nam (trao ngày 7 tháng 11 năm 2016 tại Hà Nội)[3].

## Gia đình
Lê Đình Kình có vợ là bà Dư Thị Thành. Bà Dư Thị Thành không biết chữ. Hai người có tám người con: hai con trai (con trai lớn Lê Đình Công và con trai thứ hai Lê Đình Chức) và sáu con gái trong đó có Lê Thị Nhung.
Ông Lê Đình Kình có hai cháu nội là Lê Đình Doanh và Lê Đình Uy.
Cả hai con trai Lê Đình Công, Lê Đình Chức và hai cháu nội Lê Đình Doanh, Lê Đình Uy đều có tên trong danh sách 20 người bị Bộ Công an Việt Nam bắt tạm giam để điều tra về tội giết người trong vụ án Tranh chấp đất đai ở Đồng Sênh ngày 13 tháng 1 năm 2020.

## Nhận xét
- Chủ tịch Ủy ban nhân dân thành phố Hà Nội Nguyễn Đức Chung đã nhận xét về ông Lê Đình Kình vào ngày 27 tháng 8 năm 2019 như sau: ""Có một bộ phận đối tượng cơ hội tham gia, lợi dụng vào việc đi khiếu kiện, tố cáo để lấn chiếm đất và lợi dụng dự án Bộ Quốc phòng triển khai ở đây để xem chính quyền thành phố có bồi thường cho mình ít đất đai nào không hay có liên quan việc hỗ trợ, bồi thường các cây hoa màu trên này không. Bản thân mục tiêu ông Kình cũng như vậy." và "bản thân ông Kình cũng có huy động tiền đóng của một số đối tượng ở xã Đồng Tâm để đi khiếu kiện, lợi dụng việc khiếu kiện nhằm mục tiêu cuối cùng muốn trục lợi, gây sức ép với chính quyền xã, huyện, thành phố với mục tiêu xem có được bồi thường hỗ trợ không. Đây là câu chuyện có thật và chúng tôi rất mong các cơ quan báo chí biết rõ, vạch trần âm mưu này".[49]
- Phó Tổng Thanh tra Chính phủ Nguyễn Văn Thanh tại Hội nghị thông tin báo chí chiều ngày 27 tháng 8 năm 2019: "ông Lê Đình Kình là người không có quyền và lợi ích hợp pháp tại khu vực sân bay Miếu Môn. Cho nên, ông Kình không có quyền khiếu nại Kết luận của Thanh tra vì không phải đối tượng của cuộc thanh tra."[50]
- Nói về vụ án Đồng Tâm, Thiếu tướng Tô Ân Xô, Phát ngôn viên của Bộ Công an, phê phán ông Lê Đình Kình là "một loại "cường hào địa chủ mới", hậu quả sự thoái hóa biến chất của một bộ phận cán bộ đảng viên, mượn danh nghĩa đảng viên, lo cho dân để chống lại chủ trương, chính sách của Đảng, Nhà nước." [51]